# Raymond Jaminé
Raymond Jaminé (Hasselt, 7 mei 1929 - Wuustwezel, 30 oktober 2010) was een Vlaams acteur.
Zijn televisiecarrière begon in 1968 met een rol als 'Lord' in Het glas water. Daarna was hij te zien in onder andere Wat u maar wilt (1970), Dirk van Haveskerke (1978), TV-Touché (1983), Adriaen Brouwer (1986), drie gastrollen in Merlina, waarvan de laatste een dubbelrol en Mik, Mak en Mon (1987). Zijn laatste (grote) rol was als Willem de Pachter in de jeugdserie Postbus X (1989).
Bij Jaminé werd in de jaren 90 prostaatkanker vastgesteld. Zijn vrouw stierf in 1997 aan kanker.